# La Couarde-sur-Mer
La Couarde-sur-Mer település Franciaországban, Charente-Maritime megyében. Lakosainak száma 1112 fő (2022. január 1.). La Couarde-sur-Mer Ars-en-Ré, Le Bois-Plage-en-Ré, Loix és Saint-Martin-de-Ré községekkel határos.

## Népesség
A település népességének változása:
| Lakosok száma | 758  | 856  | 1029 | 1231 | 1228 | 1199 | 1206 | 1137 | 1103 | 1112 |
|               | 1968 | 1982 | 1990 | 2006 | 2013 | 2015 | 2017 | 2019 | 2020 | 2022 |